# Joe Hill (escritor)
Joseph Hillstrom King (nascido em Bangor, Maine, Estados Unidos, em 3 de junho de 1972), mais conhecido como Joe Hill, é um escritor estadunidense de terror, suspense e fantasia sombria. Seus prêmios incluem o Bram Stoker Awards, British Fantasy Awards, e o Eisner Award.
É filho dos também escritores Stephen King e Tabitha King. Seu nome artístico foi escolhido como uma forma de homenagem ao anarquista sueco Joe Hill.

## Carreira
Em 2007, lançou um livro de terror intitulado "A Estrada da Noite", no Brasil, e a Caixa em Forma de Coração, em Portugal. É também de sua autoria a coletânea de contos "Fantasmas do Século XX", publicada no Brasil em 2008.
Voltou a escrever outra novela de terror em 2010, com o título de "Horns" (no Brasil, "O Pacto"), que ganhou uma adaptação cinematográfica em 2014. Joe Hill também criou em parceria com o ilustrador Gabriel Rodríguez a série de história em quadrinhos Locke & Key, pela qual recebeu o Prêmio Eisner de Melhor Escritor em 2011.
Em 2013, lançou "NOS4A2" (traduzido no Brasil como "Nosferatu"), e em 2016, suspense pós-apocalíptico "The Fireman".
Em 2019, a DC Comics anunciou um selo para quadrinhos de terror com a curadoria de Hill. Intitulado Hill House Comics, o selo ainda conta com uma HQ escrita pelo autor: Basketful of Heads, lançada no mesmo ano.

## Obras

### Romances
- Heart-Shaped Box, 2007 (A Estrada da Noite)
- Horns, 2010 (O Pacto, 2010 / Amaldiçoado)
- NOS4A2, 2013 (Nosferatu, 2014)
- The Fireman, 2016[6] (Mestre das Chamas, 2017)[3]

### Quadrinhos
- Locke & Key (2008-2013)
- The Cape (2010-2012)
- Tales From the Darkside (2016)]
- Basketful of Heads (2019)

### Coletâneas
- 20th Century Ghosts, 2005 (Fantasmas do Século XX, 2008 / republicado como O telefone preto e outras histórias, 2022)
- Strange Weather, 2018 (Tempo Estranho, 2019)
- Full Throttle, 2019 (Carrossel sombrio e outras histórias, 2021)